# دالي هاميلتون
دالي هاميلتون (16 أغسطس 1919 بفورت واين في الولايات المتحدة - 12 أغسطس 1994 بفورت واين في الولايات المتحدة) (بالإنجليزية: Dale Hamilton)‏ هو لاعب كرة سلة أمريكي في مركز هجوم خلفي.

## وصلات خارجية
- دالي هاميلتون على موقع إن بي أي (الإنجليزية)
- دالي هاميلتون على موقع سبورتس رفرنس (الإنجليزية)
- دالي هاميلتون على موقع ريلجم (الإنجليزية)
- دالي هاميلتون على موقع بروبوليرز (الإنجليزية)
- دالي هاميلتون على موقع سبورتس رفرنس (الإنجليزية)